# American Company
La Hallam Company, in seguito American Company e infine Old American Company, fu la prima compagnia teatrale interamente professionale del Nord America.
La compagnia venne fondata da William Hallam (1712?–1758?), già proprietario del New Wells Theatre di Londra e fu guidata in primis da suo fratello Lewis Hallam (1714?–1756?), successivamente dalla moglie del fratello, dal nuovo marito di quest'ultima che la fuse con la propria compagnia e, infine dal figlio di questi, Lewis Hallam Jr..
La compagnia comprendeva dodici adulti e tre bambini, scelti tra attori inglesi di "modesto talento". Giunsero negli Stati Uniti d'America a bordo del vascello Charming Sally a Yorktown (Virginia), il 2 giugno 1752 e tennero i primi spettacoli nella vicina Williamsburg. La loro prima rappresentazione, The Merchant of Venice, è comunemente considerata la prima messa in scena professionale di un'opera di William Shakespeare in America.